# لارا ورثینگتون
لارا ورثینگتون (به انگلیسی: Lara Worthington) با نام تولد لارا بینگل(به انگلیسی: Lara Bingle)  (زاده ۲۲ ژوئن ۱۹۸۷) مدل و شخصیت رسانه‌ای  استرالیایی است.

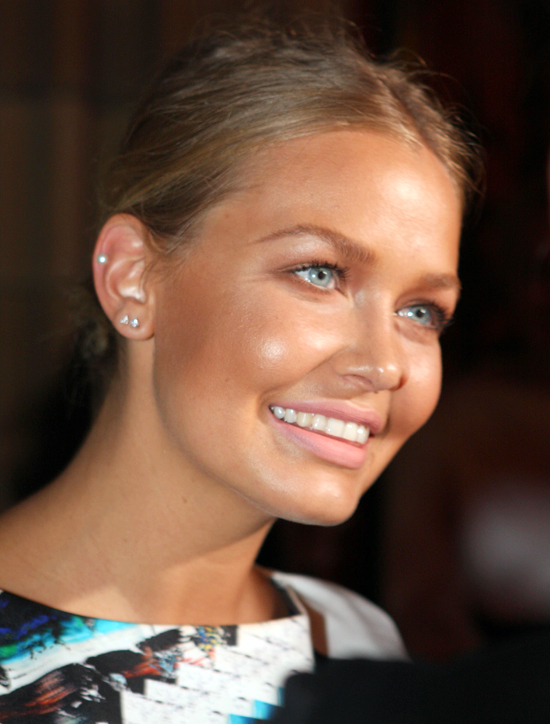
بینگل نوامبر ۲۰۱۱